# Golfo di Bacoli
Il golfo di Bacoli è una baia del più vasto golfo di Pozzuoli, situata tra capo Miseno e il lago Lucrino, nei Campi Flegrei, su cui si affaccia il comune da cui prende il nome.

## Geografia
A nord-ovest è situato il promontorio di capo Miseno e a sud i laghi di Lucrino, Averno e Fusaro.
Il golfo si affaccia sul golfo di Pozzuoli ed è collocato nel versante est della penisola flegrea.

## Storia
Fin dall'antica Roma era meta ambita di villeggiatura per le rinomate terme le cui acque possedevano proprietà terapeutiche.
Vi venivano a villeggiare i patrizi e gli imperatori, tra cui molti personaggi famosi come Giulio Cesare, di cui è stata trovata la villa.
Nel Medioevo, con la caduta dell'Impero romano d'Occidente, l'area cadde in declino. Importanti opere edilizie si registrano solo sotto il dominio aragonese e quello spagnolo, quando fu costruito e ristrutturato il famoso castello, per via della posizione strategica della zona, oggi sede del Museo dei Campi Flegrei.

## Fonti
- Campania, Cassani e Torella, Napoli, 30 novembre 2005